# Ремик, Дилан
Ди́лан Ре́мик (англ. Dylan Remick; 19 мая 1991, Инвернесс, Иллинойс, США) — американский футболист, левый защитник.

## Карьера
Ремик окончил Брауновский университет, получив степень бакалавра биологии с медицинской подготовкой. Обучение совмещал с игрой за университетскую футбольную команду в Национальной ассоциации студенческого спорта. Ремик, в старшей школе игравший на позиции центрального защитника, в университете переквалифицировался в левого защитника. В 2009 году сыграл 17 матчей, забил два гола и отдал одну голевую передачу. В 2010 году во всех 20 матчах выходил в стартовом составе, помог «Беарз» провести 11 сухих матчей и пропустить только один гол в первых 11 матчах и 12 голов в целом в течение сезона, отдал две голевые передачи, был включён в первую символическую сборную Лиги плюща. В 2011 году смог сыграть 16 матчей, во всех выходя в стартовом составе, прежде чем получил травму, помог «Беарз» провести 11 сухих матчей, забил два гола и отдал две голевые передачи, был включён в первые символические сборные Лиги плюща (второй год подряд) и Восточной студенческой спортивной конференции, во вторую символическую сборную северо-восточного региона. В 2012 году сыграл 18 матчей, во всех выходя в стартовом составе, забил два гола и отдал семь голевых передач, был включён в первые символические сборные Лиги плюща (третий год подряд) и северо-восточного региона, во вторую всеамериканскую символическую сборную.
В период летнего межсезонья в колледжах 2012 года Ремик выступал за команду «Вустер Хайдра» в Премьер-лиге развития USL.
17 января 2013 года на Супердрафте MLS Ремик был выбран во втором раунде под общим 35-м номером клубом «Сиэтл Саундерс». Контракт с ним клуб подписал 22 февраля. Его профессиональный дебют состоялся 29 мая в матче третьего раунда Открытого кубка США против клуба NASL «Тампа-Бэй Раудис». В MLS он дебютировал 5 октября в матче против «Колорадо Рэпидз». За действия в матче против «Нью-Йорк Сити», состоявшемся 3 мая 2015 года, Ремик был включён в символическую сборную недели MLS. В сезоне 2016 Ремик в составе «Сиэтл Саундерс» выиграл Кубок MLS, но после завершения чемпионского сезона клуб не продлил контракт с игроком.
16 декабря 2016 года в первой стадии Драфта возвращений MLS Ремик был выбран клубом «Хьюстон Динамо». Дебютировал за техасский клуб 11 марта 2017 года в матче против «Коламбус Крю». 1 апреля в матче против «Нью-Йорк Ред Буллз» забил свой первый гол в профессиональной карьере. В плей-офф Кубка MLS 2017 Ремик помог «Хьюстон Динамо» выйти в финал Западной конференции, забив гол в ответном матче полуфинала против «Портленд Тимберс». Защитник был вынужден пропустить сезон 2018 из-за сотрясения мозга, полученного на предсезонном сборе. По окончании сезона 2018 «Хьюстон Динамо» не стал продлевать контракт с Ремиком.
2 декабря 2018 года Дилан Ремик объявил о завершении футбольной карьеры.

## Достижения
Командные
 «Сиэтл Саундерс»
- Чемпион MLS (обладатель Кубка MLS): 2016
- Обладатель Открытого кубка США: 2014

 «Хьюстон Динамо»
- Обладатель Открытого кубка США: 2018

## Статистика выступлений
| Выступление            | Выступление      | Выступление      | Лига | Лига | Плей-офф | Плей-офф | Кубок | Кубок | ЛЧ КОНКАКАФ | ЛЧ КОНКАКАФ | Итого | Итого |
| Клуб                   | Лига             | Сезон            | Игры | Голы | Игры     | Голы     | Игры  | Голы  | Игры        | Голы        | Игры  | Голы  |
| ---------------------- | ---------------- | ---------------- | ---- | ---- | -------- | -------- | ----- | ----- | ----------- | ----------- | ----- | ----- |
| Сиэтл Саундерс         | MLS              | 2013             | 1    | 0    | 0        | 0        | 1     | 0     | 0           | 0           | 2     | 0     |
| Сиэтл Саундерс         | MLS              | 2014             | 13   | 0    | 0        | 0        | 0     | 0     | —           | —           | 13    | 0     |
| Сиэтл Саундерс         | MLS              | 2015             | 19   | 0    | 0        | 0        | 1     | 0     | 3           | 0           | 23    | 0     |
| Сиэтл Саундерс         | MLS              | 2016             | 11   | 0    | 0        | 0        | 3     | 0     | 0           | 0           | 14    | 0     |
| Сиэтл Саундерс         | Итого            | Итого            | 44   | 0    | 0        | 0        | 5     | 0     | 3           | 0           | 52    | 0     |
| Сиэтл Саундерс 2       | USL              | 2015             | 1    | 0    | —        | —        | —     | —     | —           | —           | 1     | 0     |
| Сиэтл Саундерс 2       | USL              | 2016             | 3    | 0    | —        | —        | —     | —     | —           | —           | 3     | 0     |
| Сиэтл Саундерс 2       | Итого            | Итого            | 4    | 0    | —        | —        | —     | —     | —           | —           | 4     | 0     |
| Хьюстон Динамо         | MLS              | 2017             | 14   | 1    | 3        | 1        | 2     | 1     | —           | —           | 19    | 3     |
| Хьюстон Динамо         | MLS              | 2018             | 0    | 0    | —        | —        | 0     | 0     | —           | —           | 0     | 0     |
| Хьюстон Динамо         | Итого            | Итого            | 14   | 1    | 3        | 1        | 2     | 1     | —           | —           | 19    | 3     |
| Рио-Гранде Валли Торос | USL              | 2017             | 1    | 0    | —        | —        | —     | —     | —           | —           | 1     | 0     |
| Рио-Гранде Валли Торос | Итого            | Итого            | 1    | 0    | —        | —        | —     | —     | —           | —           | 1     | 0     |
| Всего за карьеру       | Всего за карьеру | Всего за карьеру | 63   | 1    | 3        | 1        | 7     | 1     | 3           | 0           | 76    | 3     |

Источники: Soccerway, Transfermarkt